# Andrés Roemer
Andrés Isaac Roemer Slomianski (Ciudad de México, 12 de julio de 1963), conocido como Andrés Roemer, es un diplomático, abogado, economista y catedrático mexicano. Se especializó en administración pública y en políticas públicas. El 2 de octubre del 2023 fue detenido por la policía de Israel, ya que se encontraba prófugo de la justicia mexicana acusado de violación, acoso sexual y agresión sexual por más de 61 mujeres.

## Primeros años
Andrés Roemer es nieto de Ernesto Roemer, director de orquesta alemán de origen judío que emigró a México en 1938 luego de la ocupación alemana en Austria. Creció en la Ciudad de México, completó dos licenciaturas: una licenciatura en economía en el Instituto Tecnológico Autónomo de México (ITAM), en la Ciudad de México (1983 a 1987), graduándose con honores, y una licenciatura en derecho de la Universidad Nacional Autónoma de México (UNAM, 1983-1987), donde también se graduó con honores.
Hizo una maestría en administración pública (MPA-2) en la Universidad de Harvard (1989 a 1991), donde obtuvo el premio Don K. Price por Distinción Académica y Compromiso dentro del Sector Público. También tiene un doctorado en políticas públicas (1991 a 1994) de la Escuela Goldman de Políticas Públicas de la Universidad de California en Berkeley, donde obtuvo la Distinción Académica por su tesis sobre políticas públicas del agua y fue nombrado alumno distinguido de la Escuela Goldman de Políticas Públicas. Se especializó en políticas culturales, Derecho y economía y psicología evolutiva.[cita requerida]

## Carrera académica
Entre 1992 y 1994, fue profesor en la maestría en políticas públicas entre México y Estados Unidos en la Escuela Goldman de Políticas Públicas de la Universidad de California en Berkeley. En 1990, trabajó como profesor asistente en la Escuela de Gobierno John F. Kennedy e impartió el curso titulado "Liderazgo y movilización de recursos humanos "Ronald A. Heifetz" y el curso Theodore Panayotuo sobre "Economía de los recursos naturales". Adicionalmente, creó y desarrolló el curso titulado "Prensa, política y políticas públicas: el caso latinoamericano".[cita requerida]
Desde 1987 hasta 2000, Roemer trabajó como profesor en el Instituto Tecnológico Autónomo de México (ITAM), impartiendo los cursos "Derecho y economía", "Economía de la cultura y el arte", "Microeconomía", "Políticas públicas", "Economía del crimen" y "Derecho y economía". También se desempeñó como profesor dentro del programa de maestría en administración pública e impartió cursos como "Políticas públicas" y "Análisis económico del Derecho" en el Centro de Investigación y Docencia Económicas (CIDE) entre 1997 y 1999.[cita requerida]
Entre 2011 y 2013, fue investigador principal en la Facultad de Derecho de la Universidad de California, Berkeley. A partir de 2016, es profesor asociado en la Universidad de la Singularidad.

## Como funcionario público
Entre 1988 y 1990, se desempeñó en la Comisión Nacional de Nutrición y de 1985 a 1988, se desempeñó como jefe del Departamento de Análisis Econométrico de la Secretaría de Pesca, ahora conocida como Secretaría de Medio Ambiente y Recursos Naturales.[cita requerida]
También fue asesor del presidente Carlos Salinas de Gortari para su campaña presidencial, dentro del área de Guillermo Raúl Ruiz de Teresa.[cita requerida]
Entre 1994 y 1995, se desempeñó como coordinador de estrategia del secretario de Gobernación. De 1998 a 1999, se desempeñó como secretario técnico del Gabinete de Desarrollo Social en el Despacho del expresidente Ernesto Zedillo Ponce de León y como asesor personal en temas especiales para el Proyecto Nuevo Federalismo en México de 1995 a 1997.[cita requerida]
Desde 2010 hasta 2013, fue miembro del consejo asesor de la Comisión Nacional de Derechos Humanos (CNDH), certificado por el Senado de la República en 2010.
Para el 31 de mayo del mismo año, se desempeñó como cónsul general de México en San Francisco, California, y enviado por el Ejecutivo Federal, Enrique Peña Nieto.
Roemer fue embajador de México ante la Unesco con sede en París. Sin embargo, fue destituido como embajador de México ante la UNESCO por no haber informado diligentemente y con acuciosidad del contexto en el que ocurrió el proceso de votación; por informar a representantes de otros gobiernos distintos al de México del sentido de su voto y por hacer públicos documentos y correspondencia oficiales sujetos al sigilo que le obliga la Ley del Servicio Exterior Mexicano. Luego de su voto en contra sobre la resolución que ignora los vínculos del judaísmo con el Monte del Templo en Jerusalén, México dejó de votar en contra de Israel, y la cancillería más tarde comenzó a presentar su abstención, adoptando un papel neutral. 

## Otras actividades
De 1997 a 1998, fue consultor senior para Mexico y la Region Andina en temas de políticas públicas en Booz Allen Hamilton.[cita requerida]
De 2003 a 2015 creó y produjo varios programas de televisión, además de ser escritor y columnista en numerosas revistas y periódicos: El Universal y La Crónica de Hoy.[cita requerida]
Fue presidente fundador de la comisión ejecutiva de la Academia Mexicana de Derecho y Economía (AMDE), cofundador, miembro y presidente de la comisión ejecutiva de la Asociación Latinoamericana y del Caribe de Derecho y Economía (ALACDE), miembro del área internacional del Colegio Mexicano de Abogados y presidente de la Asociación de Antiguos Alumnos Fulbright-García Robles.
Desde 2007, Roemer fue cofundador y curador honorario, junto a Ricardo Salinas Pliego, del Festival Internacional Ciudad de las Ideas Mentes Brillantes. 
Fue el creador de Repensar el G20: Diseñando el futuro pre-G20 de la Cumbre del G-20 de Los Cabos en 2012, del Festival Cultural "Mexiam" en San Francisco en 2014 y cofundador de la Casa de la Música de Viena en Puebla.
Ha dictado conferencias en el Festival Internacional de Innovación de Guangzhou, en China, en la Universidad Hebrea de Jerusalén, en la Escuela Superior de Economía y Negocios en El Salvador, en la Universidad Central de Venezuela, en la Pontificia Universidad Católica del Ecuador, en la Pontificia Universidad Católica del Perú y en la Universidad de San Martín de Porres en Perú.

## Acusaciones de violación y abuso sexual
Andrés Roemer ha sido acusado de violación, acoso sexual y agresión sexual por al menos sesenta y un mujeres, según el archivo que se ha encargado de recopilar la organización Periodistas Unidas Mexicanas (PUM). Ellas afirmaron haber sido acosadas o violadas por Andrés Roemer con el mismo modus operandi: reunirse con ellas en el domicilio de él para ofrecerles un trabajo y, en algunos casos, amenazarlas con ser despedidas de sus empleos en TV Azteca. Han hecho públicas sus denuncias o señalamientos: una bailarina, una actriz, comunicadoras, emprendedoras y una exreina de belleza (Martha Cristiana), entre otras.
Desde 2019, las acusaciones se hicieron de forma anónima; pero en febrero de 2021 una de las mujeres, la bailarina Itzel Schnaas, luego de una investigación interna de TV Azteca, decidió hacer la acusación pública en YouTube y al menos otras cinco acusadoras la siguieron.
Andrés Roemer publicó, en Twitter, que las acusaciones de Itzel Schnaas no eran ciertas.
El 1 de marzo, la fiscalía de la Ciudad de México abrió una carpeta de investigación de oficio a partir de las denuncias públicas realizadas. El 5 de mayo de 2021, un juez de control de la Ciudad de México ordenó su aprehensión por su presunta responsabilidad en el delito de violación. La Fiscalía General de Justicia de la Ciudad de México judicializó la carpeta de investigación FDS-6/UI-FDS-6-03/00719/03-2021.
El 11 de mayo de 2021, la Interpol emitió una ficha roja para detenerlo por las acusaciones de presunto abuso sexual en contra de, al menos, seis mujeres. Por su parte, la Fiscalía de la Ciudad de México solicitó la extradición de Roemer a las autoridades de Israel el 14 de junio de 2021.
Mariana Peñalva hizo pública su denuncia en contra de Andrés Roemer el 13 de mayo de 2021, a través de Facebook. En el video que publicó, Peñalva relató que Roemer habría abusado sexualmente de ella, mientras su hijo se hallaba en el cuarto conjunto. Los hechos ocurrieron en 2009, cuando él la invitó a su casa para platicar de un proyecto fílmico que la artista tenía planeado realizar.
El 10 de mayo de 2022, Andrés Roemer declaró, en un video, que las acusaciones son falsas, que tienen un trasfondo político y que, al menos en el caso de dos de las carpetas, él no se encontraba en la Ciudad de México en la fecha y en la hora que se  especifican en dos de los casos.
El 20 de septiembre del 2022, se publicó que la titular del juzgado noveno de distrito de amparo en materia penal, María Catalina de la Rosa Ortega, negó el amparo a Andrés Roemer, quien intentaba que se invalidara la orden de aprehensión girada en su contra por el delito de violación.
En febrero de 2023, interpuso una demanda en contra de una de sus acusadoras por "Daño moral". En marzo de 2023, la jueza 51 del Tribunal Superior de Justicia de la Ciudad de México desechó dicha demanda.
El 2 de octubre de 2023, Roemer fue detenido por la policía israelí. El Ministerio de Justicia de Israel informó, en un comunicado, que la detención se produjo después de que el departamento internacional de la Fiscalía del Estado israelí presentó una petición de extradición al Tribunal de Distrito de Jerusalén, lo que inició un proceso judicial para determinar su extradición. El comunicado señaló que el motivo de la detención fue por “los delitos de violación contra varias mujeres en Ciudad de México”, en virtud de los cuales México solicitó su extradición.
En enero de 2024 se le dictó prisión domiciliaria.En marzo de 2024, un tribunal israelí lo declaró extraditable, por lo que podrá ser trasladado a México.

## Publicaciones
Es autor de los siguientes libros:
- ¿Puedes probarlo? en The Last Unknowns de John Brockman : preguntas profundas, elegantes y profundas sin respuesta sobre el universo, la mente, el futuro de la civilización y el significado de la vida, 2019. [32]
- Ensayo: "El transcriptoma" en ¿Qué término o concepto científico debería ser más conocido ?, de John Brockman , 2017. [33]
- Ensayo: “Tulipanes en la tumba de mi robot” en Qué pensar acerca de las máquinas que piensan: los pensadores líderes de la era de la inteligencia artificial de John Brockman . Nueva York: Harper Perennial, págs. 500–502, 2015.
- Sube con Clotaire Rapaille . Reino Unido: Allen Lane (Penguin Books), 2015. Corea del Sur : Wiseberry, 2016.
- Oskar y Jack ( Oskar y Jack ). México: Editorial Miguel Ángel Porrúa, 2011.
- El Otro Einstein ( El Otro Einstein ). México: Editorial Miguel Ángel Porrúa, 2008.
- ¿Por qué amamos el fútbol soccer? ( ¿Por qué amamos el fútbol? ) (Editor). México: Editorial Miguel Ángel Porrúa, 2008.
- No: Un imperativo de la próxima generación ( No: Un imperativo de la generación siguiente ). México: Editorial Aguilar, 2007.
- "¿Qué hacer para combatir eficazmente el terrorismo?" (“¿Qué hacer para combatir eficazmente el terrorismo?”)[34] en The Latin American and Caribbean Journal of Legal Studies, vol. 1, número 1, artículo 4, (2007), págs. 1–25.
- Terrorismo y crimen organizado: un enfoque económico y legislativo ( Terrorismo y Crimen Organizado: Un Enfoque de Derecho y Economía ) (editor). México: Instituto de Investigaciones Jurídicas, UNAM, 2006.
- Entre lo Público y lo Privado: 1300 + 13 Preguntas para Pensar Pensar ( Entre lo Público y lo Privado 1300 + 13 Preguntas Para Pensar Sobre Pensar ). México: Editorial Noriega, 2005.
- Felicidad: un enfoque de derecho y economía ( Felicidad: Un Enfoque de Derecho y Economía )[35] (editor). México: Instituto de Investigaciones Jurídicas- UNAM, 2005.
- Enigmas y paradigmas: una exploración entre el arte y las políticas públicas ( Enigmas y Paradigmas: Una exploración entre el Arte y la Política Pública ). México: Limusa Editores- ITAM - UIA, 2003.
- "Filosofía del Derecho" ("Filosofía del Derecho")[36] en Rodolfo Vázquez y José María Lujambio (Ed. ). Filosofía contemporánea del derecho en México Testimonios y perspectivas ( Filosofía del Derecho Contemporánea en México Testimonios y perspectivas ). México: Distribuciones Fontamara, 2002.
- Crimen Economía (Economía del Crimen). México: Limusa Editores, 2000. Roemer, A. (2000). (Asimismo, existe una publicación de dramaturgo homónimo de Victor Hugo Rascon Banda [2007], basada en el título del Dr. Roemer).
- Derecho y economía: revisión de la literatura ( Derecho y Economía: Una revisión de la Literatura ) (editor). Prólogo de Richard A. Posner . México: FCE - CED, 2000.
- En coautoría con Esteban Moctezuma Barragán Una nueva gestión pública en México: hacia un gobierno que produzca resultados La economía política de América Latina ( Por un Gobierno con Resultados. El Servicio Civil de Carrera: Un Sistema Integral de Profesionalización, Evaluación y Desempeño de los Servidores Públicos en México ) México: FCE, SMGE, CED, Academia Metropolitana, 1999. (Publicado en inglés por The London School of Economics - Ashgate Publishers ).
- Sexualidad, Derecho y Políticas Públicas ( Sexualidad, Derecho y Políticas Públicas ). México: Editorial Porrúa-AMDE-ISSSTE, 1998.
- Economía y Derecho: Políticas Públicas de Agua (Economía y Derecho: Políticas Públicas del Agua). México: Editorial Porrúa-SMGE-CIDE- FCE, 1997.
- “Respuesta a los comentarios de Rodolfo Vázquez” ( “Réplica a Los comentarios de Rodolfo Vázquez”),[37] en Isonomía: Teoría del Derecho y Filosofía Revista (Isonomía: Revista de Teoría y Filosofía del Derecho), número 5 (octubre de 1996), pp. 153-159.
- El Juego de la Negociación ( El Juego de la Negociación ). México: ITAM, 1994.
- Introducción al análisis económico en derecho ( Introducción al Análisis Económico del Derecho ). México: FCE-ITAM-SMGE, 1994.

## Legado y recepción
- Distinción de Honor en la UNAM por la Licenciatura en Derecho y en el ITAM por la Licenciatura en Economía, (1987).
- Premio Don K. Price al mejor estudiante y distinción académica en la Escuela Harvard Kennedy de la Universidad de Harvard, (1991).
- Medalla Benito Juárez, otorgada por el expresidente de México, Carlos Salinas de Gortari, a la Excelencia Académica, (1993).
- Premio Nacional Ocho Pilares de Oro por sus aportes en el campo de las Ciencias Sociales, (2000).
- Premio Latinoamericano de Derecho y Economía junto a Esteban Moctezuma por el libro Una nueva gestión pública en México: hacia un gobierno que dé resultados La economía política de América Latina., (2000).
- Premio Cultural México-Israel, (2006).
- Microsoft creó el Premio Microsoft "Andrés Roemer" al Desarrollo Jurídico y Económico por Servicio Distinguido a la Comunidad Académica[38] entregado desde 2006 a la fecha en 12 países.
- Premio "Golden Seagull", categoría Mentes brillantes, (2007).
- Premio al Logro Profesional de la Asociación de Antiguos Alumnos del ITAM, (2007).
- Premio Nacional de Teatro "Emilio Carballido" como mejor dramaturgo nacional por su obra El Otro Einstein, (2009).
- Premio Bravo a la mejor obra por El Otro Einstein otorgado por la Asociación Rafael Banquells, AC., (2009).
- Reconocimiento como "Hombre de éxito" y "Entrada en el Libro de Oro del Centro Deportivo Israelita, AC", (2010).
- Distinción a la Promoción de la Ciencia, otorgada por el Premio Nobel de Química Mario Molina y el expresidente de la Academia Mexicana de Ciencias, Arturo Menchaca, (2010).
- Premio Qualitas al Mejor Programa de TV juvenil en TV pública (Proyecto 40) "Ciudad de las Ideas" otorgado por la Asociación A Favor de lo Mejor (AFM), (2012).
- Premio de la Asociación de Periodistas de Teatro a la Defensa de los Derechos Humanos por su obra Oskar and Jack, (2013).
- Premio Internacional Elise y Walter A. Haas de la Universidad de California en Berkeley, (2013).
- Premio Nacional a la Excelencia Periodística del Club de Periodistas de México por el programa de TV "En el Ring" en la categoría Debate y Periodismo Crítico,[39] (2016).
- Condecoración de Honor, grado de oficial de Cruz, otorgado por el gobierno austriaco por manos de la embajadora Eva Hager, por Servicios a la República de Austria,[40] (2016).
- Reconocimiento internacional para la defensa del patrimonio humano y los derechos humanos otorgado por el Centro Simon Wiesenthal, (2017).[41]
- Premio Internacional de Liderazgo Sefardí en la ciudad de Nueva York por su valentía moral otorgada por la Federación Americana de Sefardíes, (2017).[42]
- Nombrado caballero de la Orden de Malta en Rodas, Grecia, (2017).
- Premio Eleanor Roosevelt de Derechos Humanos por la ONG United Nations Watch, (2017).[43]
- Embajador de buena voluntad de la UNESCO para el cambio social y el libre flujo del conocimiento, (2017).[44]
- Premio Guardian of Truth and History por StandWithUs en Los Ángeles, (2017).[45]
- Premio anual 'Amir Aczel of Sciences and Humanities 2019' otorgado por la Fundación Amir Aczel en San Francisco, (2019).[46]
- Una calle de la ciudad de Ramat Gan, Israel fue rebautizada con el nombre "Andrés Roemer" por defender a Israel y el derecho del pueblo judío, (2019).[47]
- The Algemeiner reconoce a Andrés Roemer en la lista "J100" como una de las cien personas que influyen positivamente en la vida judía en el mundo (2020)[48]